# Podewils

Wappen der Podewils

Podewils ist ein hinterpommersches Adelsgeschlecht mit gleichnamigem Stammhaus Podewils (heute Podwilcze) im ehemaligen Landkreis Belgard. Die Namensform wechselte im Laufe der Zeit zwischen Padewelsch, Podwils, Pudewelcz, Pudewels, Pudewils, Pudewilz, Pudwyls etc. Die Familie breitete sich stark aus, zunächst als Pudwels herb Pudwels (Podewils mit Wappen Podewils) nach Polen und ins Herzogtum Preußen, später auch in die Mark Brandenburg, nach Mecklenburg, Holstein und Dänemark, sowie ins Fürstentum Bayreuth, die bayerische Oberpfalz und schließlich nach Württemberg. Zweige der Familie bestehen bis heute.

## Geschichte
Das Geschlecht wurde am 11. Januar 1347 mit Venzeke Pudwilz erstmals urkundlich erwähnt. 1362 schlichteten die Herzöge von Pommern, Bogislaw, Barnim und Wartislaw einen Streit zwischen dem Bischof von Cammin Johann I., den Kameke, den Bulgrin, den Podewils und der Stadt Köslin. 1387 verglich sich Reymer Podewils mit Henning Radeke. 1388 waren Raymarus Pudewilsch, Reymer Pudwelch und Michel Pudewels an dem Überfall auf den Herzog von Geldern beteiligt.
Die durchgängige Stammreihe der Familie beginnt mit Ventz von Podewils, 1402 Erbherr auf Podewils und Landvogt zu Stolp. Bereits unter seinen Söhnen teilte sich die Familie ein erstes Mal. Während sich die von Wulff Podwyls to Podwils († nach 1458) gestiftete Linie auf dem Stammgut hielt, sowie u. a. nach Glötzin (bis nach 1780) und Friedland in Polen ausbreitete, mit Christoph von Podewils († nach 1586/1589) einen Hofmarschall zu Kolbatz hervorbrachte, jedoch zu Beginn des 18. Jahrhunderts erlosch, setzte Ventz von Podewils auf Podewils († nach 1476) mit seinen drei Söhnen die Stammreihe fort. Wobei die von Hans von Podewils auf Podewils († nach 1487) gestiftete Linie sich u. a. Mallow, Karvin, Glötzin, Körlin ausbreitete, auch einige namhafte Offiziere hervorbrachte, insbesondere in Polen mit Georg von Podewils auf Gronowo und Marienfelde († 1625/1626) zu einigem Ansehen gelangte, zu Beginn des 18. Jahrhunderts aber auf allen Zweigen ihren Ausgang fand. Auch die von Peter von Podewils auf Coseeger und Zietlow († nach 1480) gestiftete Linie, der auch Nicolaus Heinrich von Podewils († 1643), Kanzler und Stiftsvogt in Köslin und nachmaliger Dekan des Kolberger Doms, angehörte, ist um die Mitte des 19. Jahrhunderts erloschen.

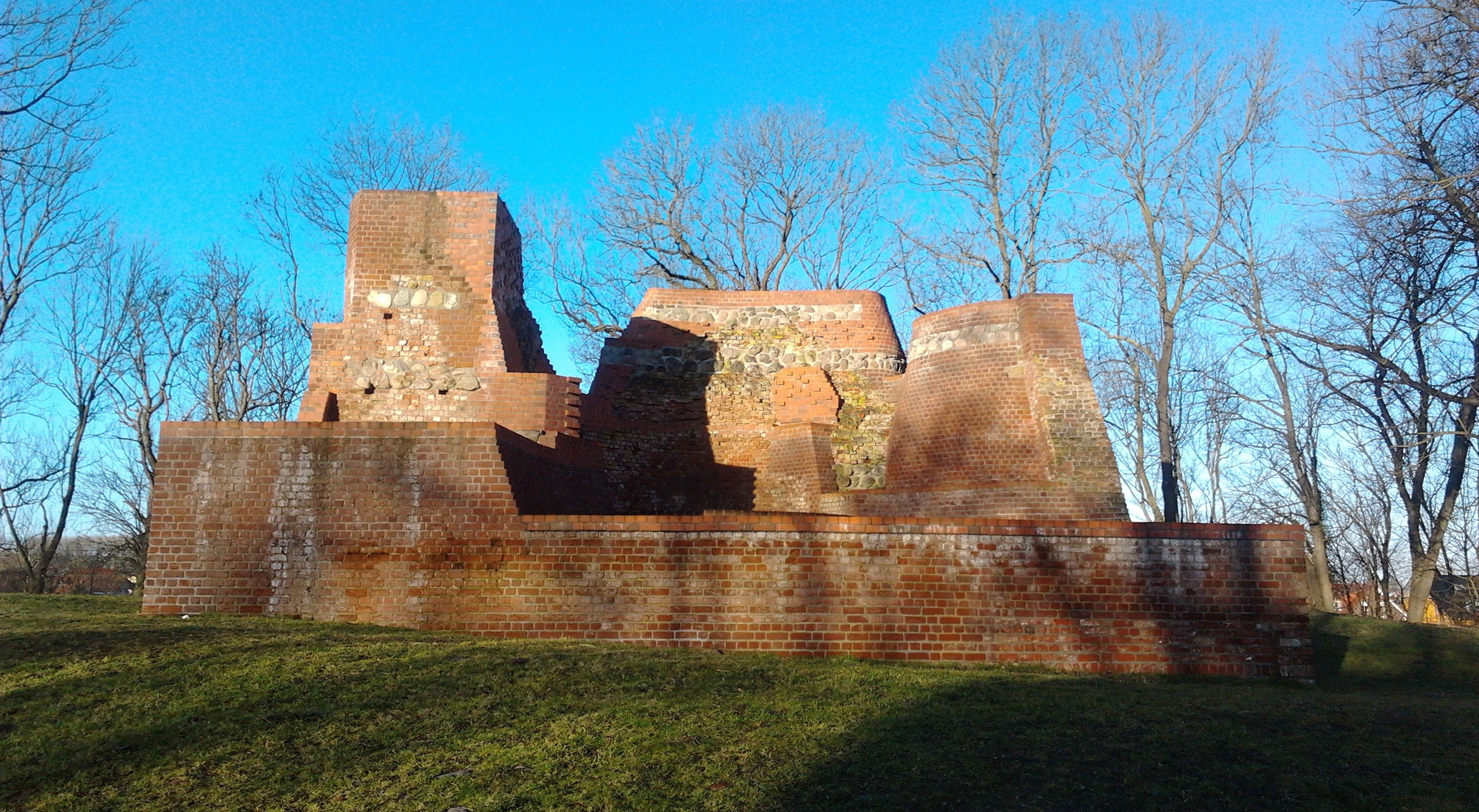
Haus Demmin (Burgruine), Vorpommern
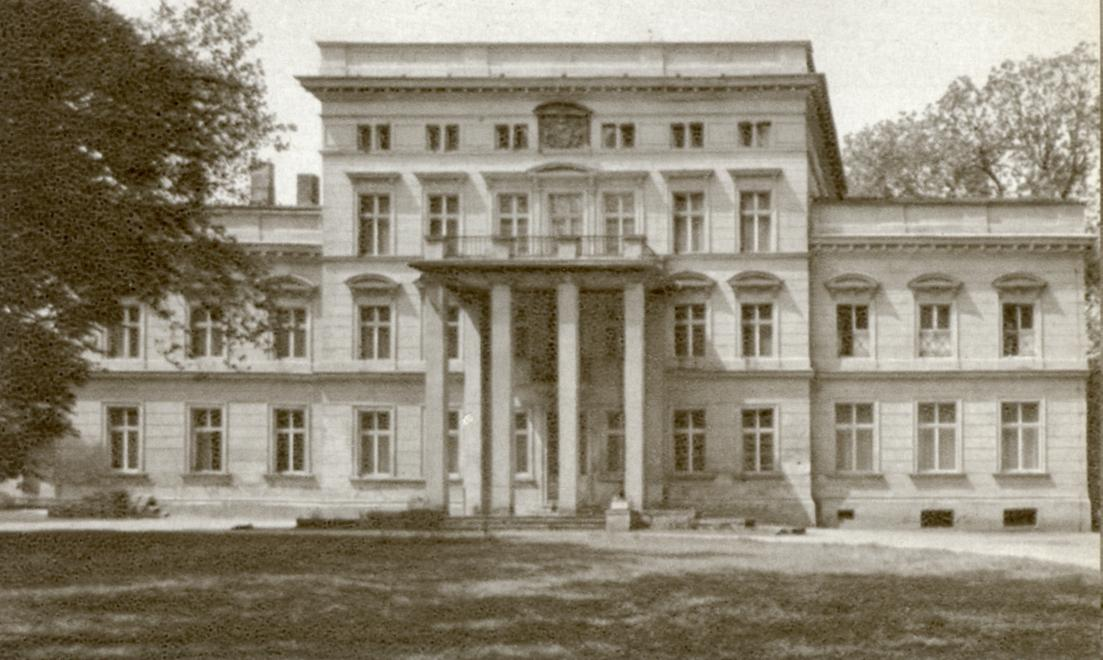
Haus Demmin (vormaliges Schloss)
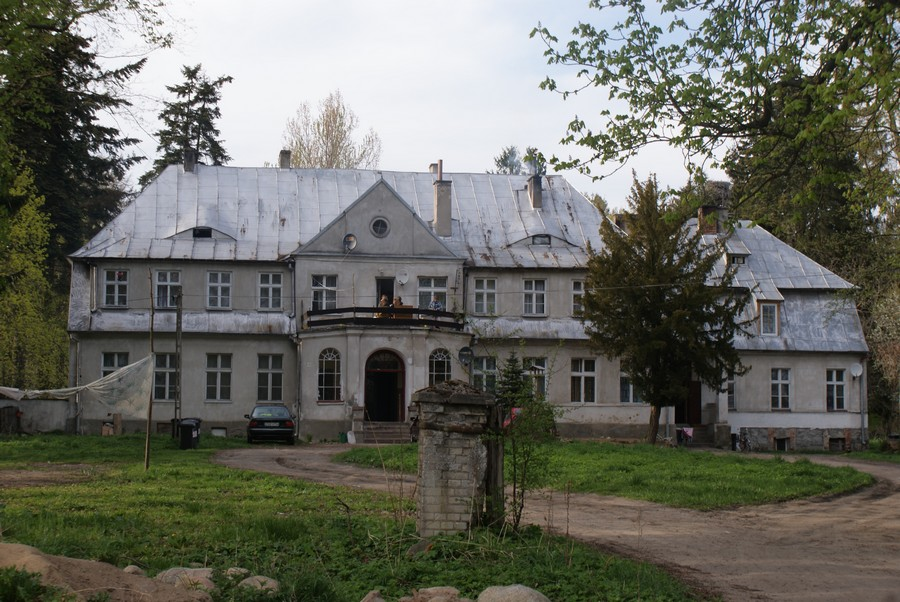
Gut Glötzin, Hinterpommern
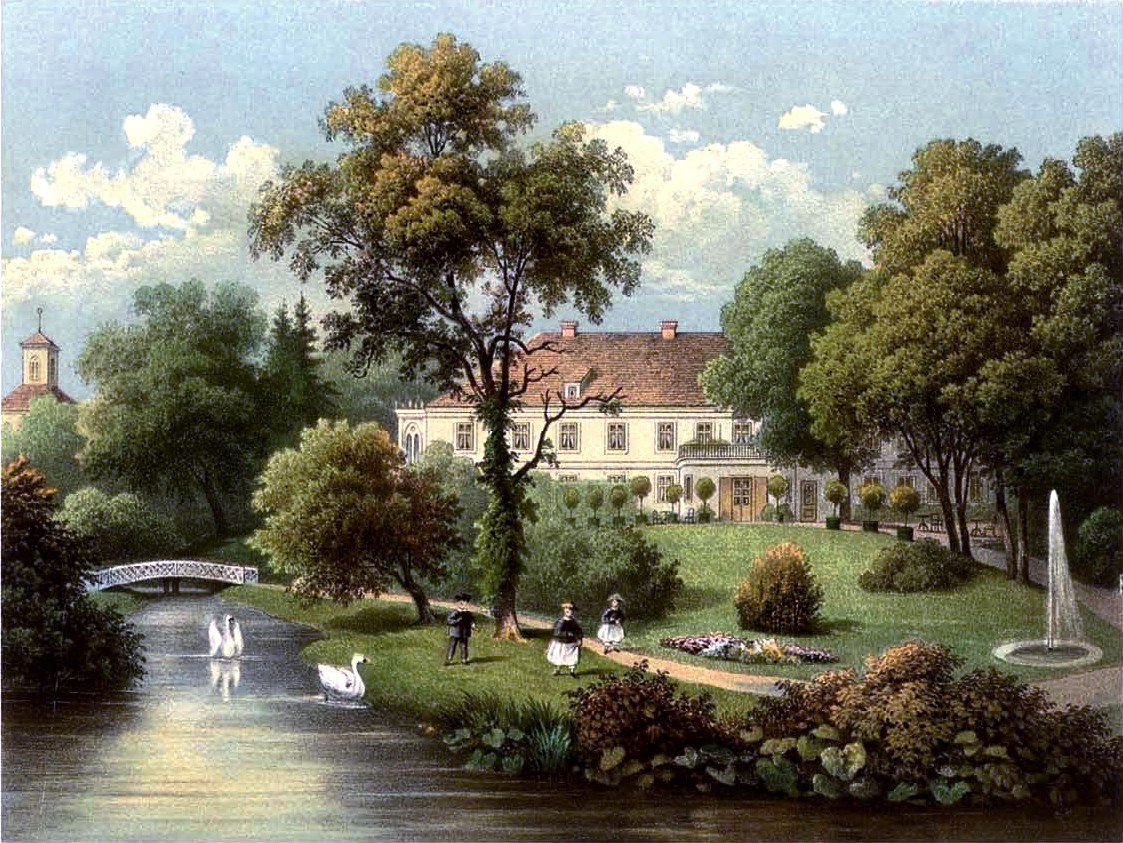
Rittergut Coseeger, Hinterpommern (um 1860)

Der dritte Bruder Adam von Podewils († 1503), Amtshauptmann zu Zanow und Belgard, war die erste herausragende Persönlichkeit des Geschlechts und gleichzeitig Stammvater aller bis in die Gegenwart bestehenden Zweige, derer von Podewils. Unter seinen Söhnen, Peter von Podewils († vor 1522) und Ventz von Podewils († nach 1516), teilte sich die Familie erneut. Die drei kamen 1495 in den Pfandbesitz von Haus Demmin. 1490 nahm er an der Gesandtschaft nach Polen teil, die 1491 Anna von Polen (1476–1503), Tochter König Kasimirs IV., als herzogliche Braut nach Pommern führte.
Peter von Podewils († vor 1522) war Hofmarschall, Vogt und Amtshauptmann von Loitz. Er begleitete Herzog Bogislaw X. auf seiner Kreuzfahrt nach Palästina und wurde 1497 in Jerusalem zum Ritter geschlagen. Er war auch Stifter der Demminer Linie u. a. auf Haus Demmin, Vorwerk und Sanzkow (von 1515 bis 1861).

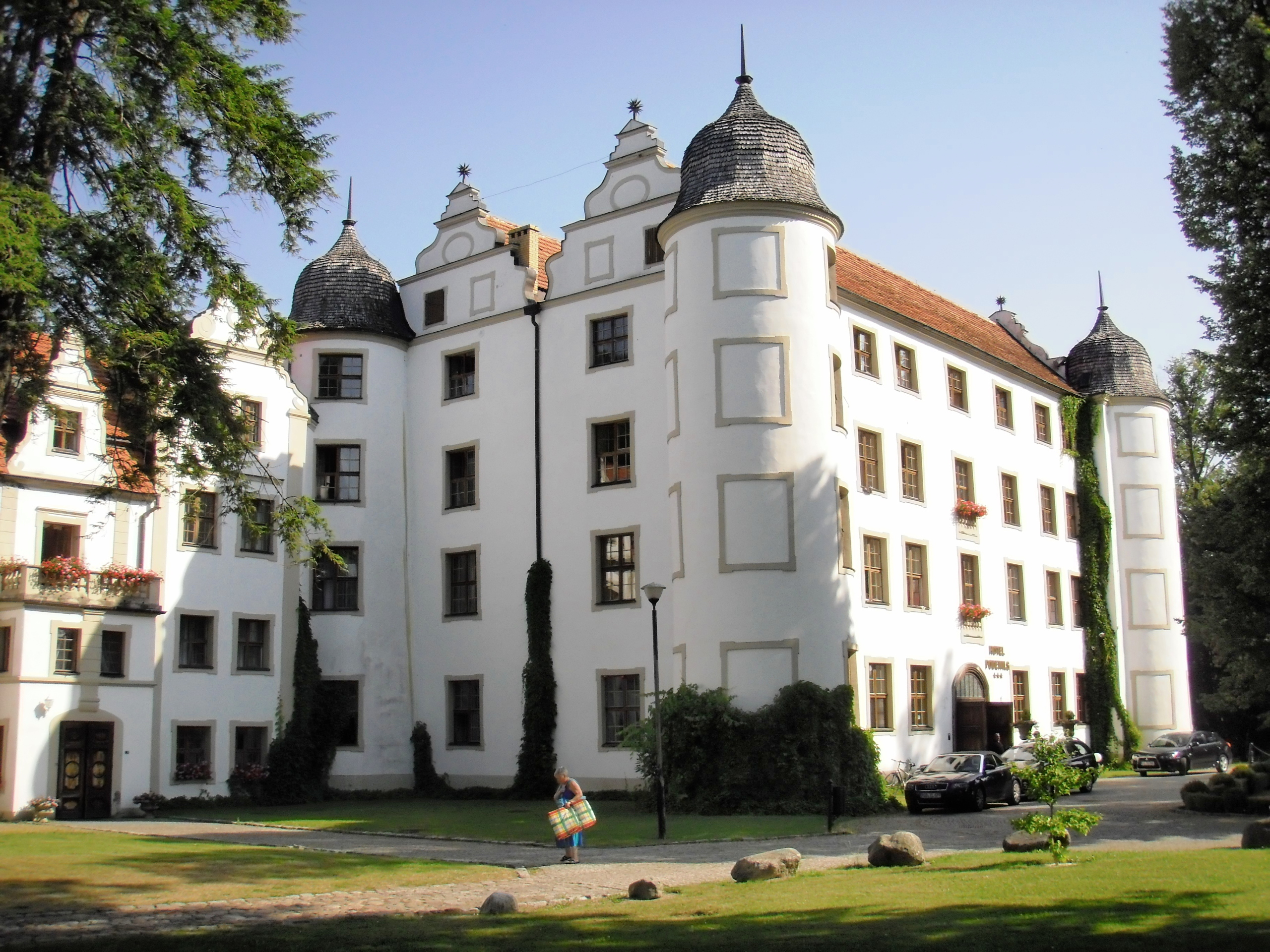
Schloss Krangen, Hinterpommern

Joachim von Podewils († 1551) Erbherr auf Demmin und Krangen (von 1506 bis 1860 im Familienbesitz), Landvogt in Stolp, Hauptmann in Gartz und fürstlich pommerscher Rat, setzte die Linie fort. Dessen Sohn Felix von Podewils (1525–1597), war ebenfalls Erbherr auf Krangen und Demmin, sowie pommerscher Landrat. Dessen Sohn Joachim von Podewils (1578–1619), Erbherr auf Krangen und Demmin, war königlich dänischer Rat.
Mit seinen vier Söhnen teilt sich die Linie erneut: dem königlich schwedischen Oberst, Landrat in Vorpommern und Erbherrn auf Demmin, Felix von Podewils (1611–1686), von dem die bis in die Gegenwart blühende württembergische freiherrliche Linie Leinstetten abstammt (siehe unten), dem hannoverschen Generalfeldzeugmeister, Geheimen Kriegsrat und Gouverneur von Hannover, Heinrich von Podewils (1615–1696), der kinderlos blieb, dem kurfürstlich brandenburgischen Landrat und Erbherrn auf Krangen, Zirchow und Kummerow, Gerd von Podewils (1616–1676), sowie Adam von Podewils (1617–1697), brandenburgischen Geheimen Staatsrat, pommerschen Regierungsrat und Kammerpräsidenten, Schlosshauptmann von Hinterpommern und Domdechant von Kolberg, zudem Erbherrn auf Krangen, Wusterwitz, Wintershagen, Jannewitz und Suckow.
Die Enkel des zuletzt Genannten, die Brüder Heinrich von Podewils (1696–1760), Erbherr auf Krangen und königlich preußischer Wirklicher Geheimer Staatsminister (Außenminister Friedrichs des Großen), Adam Joachim von Podewils (1697–1764), Erbherr auf Varzin und nachmaliger königlich preußischer Generalmajor und Otto Friedrich Christoph von Podewils (1702–1760), Erbherr auf Wussow, sowie der Urenkel bzw. Vetter der obigen Otto Christoph von Podewils (1719–1781), Erbherr auf Gusow und nachmaliger königlich preußischer Gesandter am Wiener Hof, wurden 1741 anlässlich der Huldigung Friedrichs des Großen durch die schlesischen Stände in Breslau, in den erblichen preußischen Grafenstand erhoben. Diese preußischen Grafen von Podewils finden jedoch bereits in den beiden Folgegenerationen ihren Ausgang im Mannesstamm.
Ventz von Podewils († nach 1516), der zweite Sohn des obigen Adam von Podewils († 1503), war Erbherr auf Podewils und Rarfin. Wie sein Bruder nahm er an der herzoglichen Kreuzfahrt nach Palästina teil und wurde ebenfalls in Jerusalem zum Ritter geschlagen. Sein einziger Sohn Paul von Podewils († 1562) dehnte den Besitz auf Lantow, Schwartow und Latzig aus, hatte zudem das Patronat der Kirche in Suckow inne. Bis in die Mitte des 19. Jahrhunderts blühte die Linie in Pommern. Mit dem letztgenannten Sohn Matthias von Podewils († 1586), Erbherr auf Battin und Rarfin in Pommern, welcher Markgraf Albrecht nach Preußen folgte und dort die Linie Penken stiftete, verpflanzte sich das Geschlecht nach Ostpreußen. Auch die ostpreußische Linie fand in der Mitte des 19. Jahrhunderts ihren Ausgang.

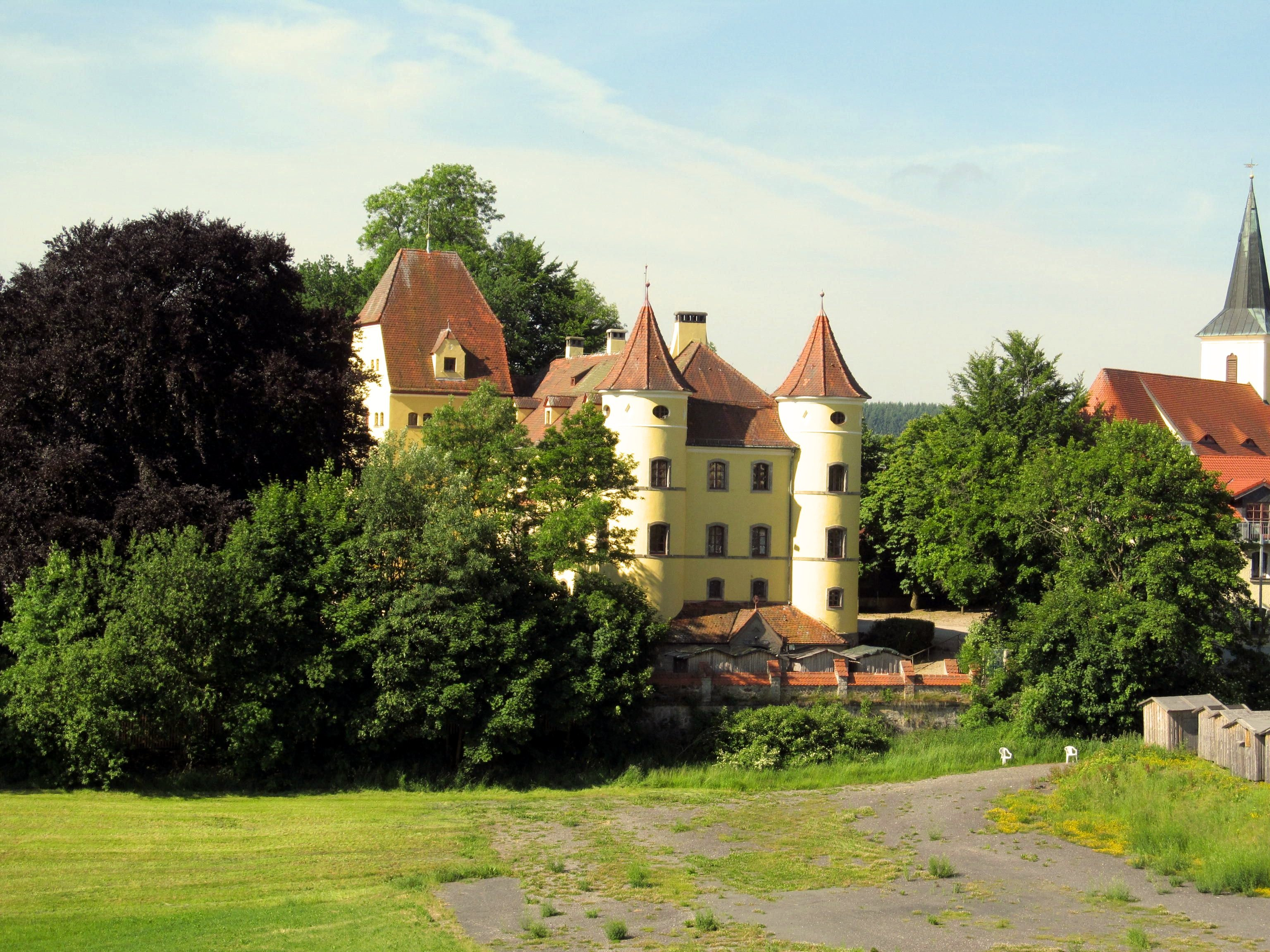
Schloss Wildenreuth, Oberpfalz

Hans von Podewils (1570–1647), ein Enkel des obigen Matthias war Geheimer Rat, Oberwachtmeister und Hofmarschall des hohenzollernschen Markgrafen Christian von Brandenburg-Bayreuth, sowie Amtmann zu Bayreuth und Kulmbach. Er wurde von seinem Herrn 1611 für geleistete Dienste mit Schloss Wildenreuth belehnt. Er war damit Stifter der in der Oberpfalz beheimateten bayerischen Freiherren von Podewils, die bis heute auf Schloss Wildenreuth und seit 1933 auf Schloss Reuth ansässig sind. Christoph Erdmann von Pudewels wurde 1715 in den kurfürstlich bayerischen Freiherrenstand gehoben. Der königlich-bayerische Major im 2. Kürassierregiment in Freising, Franz Friedrich Jakob Freiherr von Podewils (1779–1842), Erbherr auf Kalmreuth wurde 1817, die Brüder a.d.H. Weißdorf (†) Friedrich Ludwig Ernst Freiherr von Podewils (1777–1837), der königlich-bayerischer Hauptmann Wilhelm Erdmann Ernst Freiherr von Podewils (1781–1848), der k.u.k. Oberst Friedrich Karl Ernst Freiherr von Podewils (1782–1848), und der königlich-bayerischer Major Ludwig Heinrich Friedrich Freiherr von Podewils (1787–1838), wurden 1819 bei der Freiherrenklasse des Adels im Königreich Bayern immatrikuliert.
Infolge der Heirat des Constantin Carl Friedrich Freiherr von Podewils (1820–1887) aus der bayerischen Linie mit Philippine Amalie Freiin von Junker-Bigatto (1822–1900) im Jahre 1848 kam es zur Namensvereinigung mit den Freiherren von Juncker-Bigatto als Podewils-Juncker-Bigatto. Im Jahre 1878 erfolgte eine Namen- und Wappenvereinigung mit den Freiherren von Dürniz für Clemens Freiherr von Podewils-Juncker-Bigatto (1850–1922), Sohn der beiden zuletzt Genannten, der 1874 Friederike Freiin von Dürniz (* 1856), die letzte ihres Geschlechts, geheiratet hatte, als von Podewils-Dürniz. Derselbe, inzwischen königlich bayerischer Kämmerer, Staatsrat, Staatsminister des Königlichen Hauses und des Äußeren und Vorsitzender des Ministerrats, wurde 1911 in den königlich bayerischen Grafenstand gehoben. Noch im selben Jahr erfolgte die Immatrikulation bei der Grafenklasse des Adels im Königreich Bayern. Der von ihm gestiftete Zweig der bayerischen Grafen von Podewils hat bis in die Gegenwart Bestand. 1935 erbte Clemens Graf von Podewils-Juncker-Bigatto (1905–1978), Enkel des Ministerpräsidenten Graf Clemens von Podewils-Dürniz, die Herrschaft Schweißing in Böhmen, welche bis 1945 Lebensmittelpunkt seiner Familie war.
Ein Zweig der oberpfälzischen Podewils aus Reuth führt seit jüngster Zeit als Nachfolger der von und zu Aufseß auf Elmischwang den Namen Freiherr von und zu Aufsess-von Podewils.

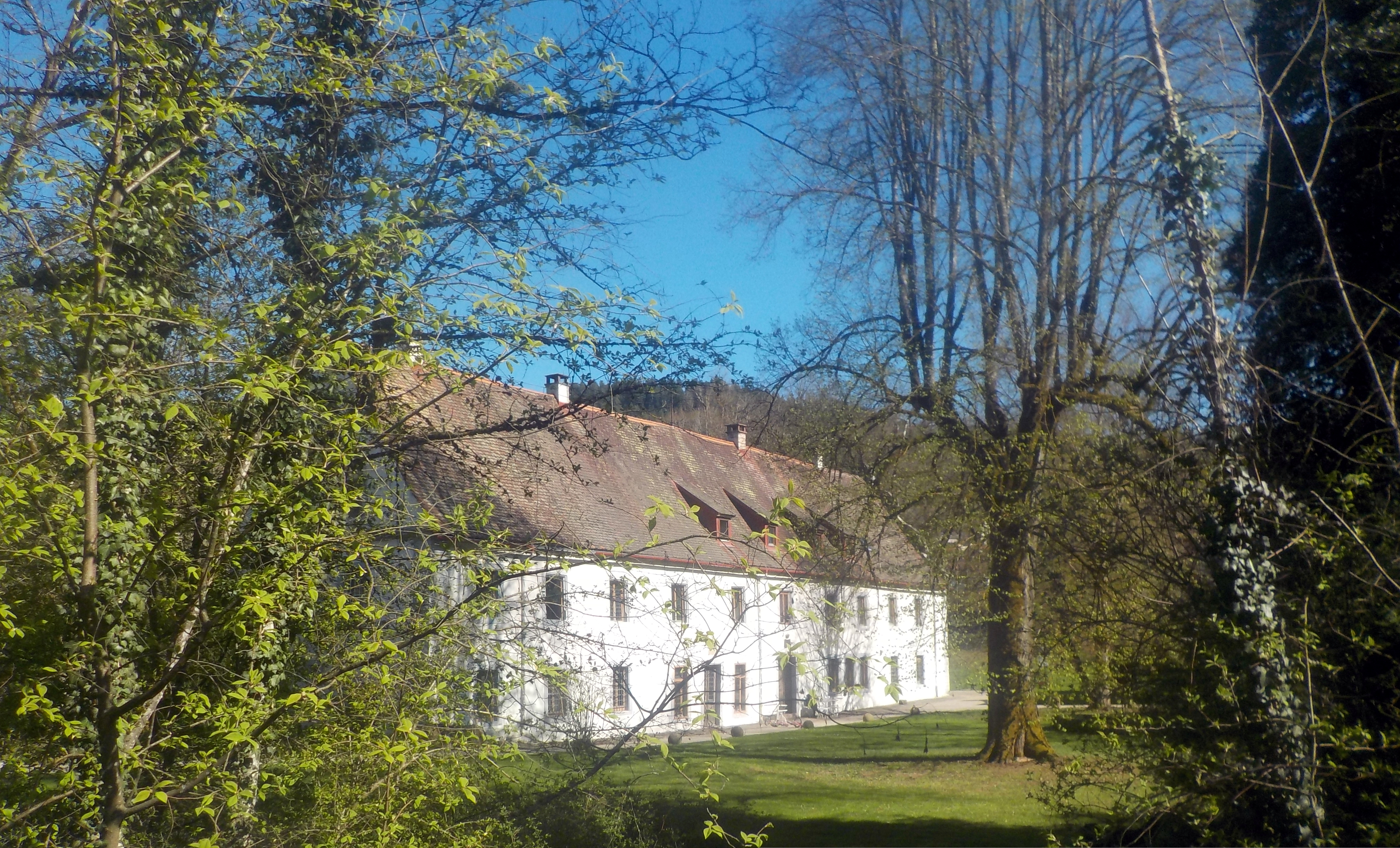
Schloss Leinstetten, Württemberg

Für Edwin Karl Friedrich Bogislaw von Podewils (1819–1869), Erbherr auf Leinstetten (seit 1847 im Besitz) und Oberamtmann in Sulz am Neckar erfolgte im Jahre 1854 die Hebung in den württembergischen Freiherrenstand. Der von ihm gestiftete Zweig der württembergischen Freiherren von Podewils hat bis in die Gegenwart Bestand und ist auf Schloss Leinstetten ansässig.

## Andere Familien
- Podewils – preußische Adelslegitimation im Jahre 1788 für Alexander von Podewils (* 1774), natürlicher Sohn des königlich preußischen Geheimen Legations- und Hofrat Christian Ludwig von Podewils (1723–1783) mit Katharina Kestner unter Beilegung des väterlichen Familiennamens und -wappens.[11][13]

- Podewils – preußische Genehmigung mit Diplom im Jahre 1890 zur patrilinear erblichen Führung des Namens und Wappens von Podewils, gebunden an den Besitz des ehemals Podewilsschen Fideikommiß Penken für Bernhard von Pressentin genannt Rautter a.d.H. Willkam (1860–1888) als Erben dieser Güter seines mütterlichen Onkels Bogislaw von Podewils (1833–1888).[11]

- Katzler genannt von Podewils – Erbliche Namens- und Wappenvereinigung für den königlich preußischen Generalmajor Karl von Katzeler (1855–1935) mit den von Podewils via Diplom 1917, patrilinear gebunden an den Besitz des ehemals Podewilsschen Fideikommiß Penken mit Seeben und Dollstädt im Landkreis Preußisch Eylau.[14]

- Hünke von Podewils – Namensvereinigung ohne adelsrechtliche Legitimation mit dem nichtadeligen Geburtsnamen der beiden Podewilsschen Adoptivkinder Waltraud Hünke (* 1907) und Karl Hünke (* 1909) per Ermächtigung im Jahre 1923.[15]

## Wappen
Das Stammwappen wird heute wie folgt angegeben: Waagrecht geteilt, oben in Silber ein wachsender natürlicher Hirsch, unten von Blau und Silber in drei Reihen geschacht; auf dem Helm mit blau-goldenen Decken ein natürlicher Pfauenwedel zwischen je drei schwarzen Hahnenfedern. „Hirsch über Schach“ ist das wiederkehrende Motiv einer Wappengruppe etlicher pommerscher Adelsgeschlechter.
Historisch gab es einige Varianten des Podewils-Wappens, so führten die Podewils auf Krangen und Demmin noch im 19. Jahrhundert statt der waagrechten Teilung eine schräglinke Teilung mit wachsendem goldenem oder natürlichem Hirsch in Silber oben und zum Teil kleinteiligerem Schach unten, mit blau-silbernen und blau-goldenen Helmdecken. Die Podewils in Polen führten ebenfalls eine abweichende Wappenvariante: Im senkrecht gespaltenen Schild, rechts (ohne Farbangabe) geschacht, links in Blau ein wachsender, silberner Hirsch. Auf dem Helm ein Pfauenwedel, oder auch nur drei Fasanenfedern oder ein Birkhahnschwanz in Pfauenart.
Paul von Podewils († 1562) führte ebenfalls ein abweichendes Wappen, mit geviertem Schild 1:4 der Schach, 2:3 ein aufgerichteter, schwerttragender und jeweils nach innen schreitender Greif. Eine Abbildung ist auf einem Epitaph der Kirche in Suckow erhalten.
Das preußisch-gräfliche Wappen (1741) der pommerschen Linie zeigt den Stammwappenschild, jedoch mit goldenem Bord und schräglinks geteilt – die untere Hälfte gerautet. Auf dem Schild ruhen zwei gekrönte Helme mit je rechts blau-silbernen, links blau-goldenen Decken; auf dem rechten ein golden bewehrter und königlich gekrönter schwarzer Adlersrumpf, auf dem linken die Stammwappenzier. Schildhalter sind zwei widersehende golden bewehrte und königlich gekrönte schwarze preußische Adler, je die Flügel mit goldenen Kleestängeln und die Brust mit den königlich bekrönten Initialen „FR“ (Fridericus Rex) belegt. Schild und Schildhalter stehen auf einem Podest.
Das freiherrliche Wappen (1854) des württembergischen Zweiges ist schräglinks geteilt und unten gerautet, sonst mit dem Stammwappen identisch.
Das Allianzwappen Podewils-Dürniz (1878) entspricht dem gräflichen Wappen (1911): Schild geviert (Freiherren von Dürniz) und belegt mit einem Herzschild, darin oben in Silber ein wachsender natürlicher Hirsch, unten von Blau und Gold in drei Reihen zu 15 Plätzen geschacht (Stammwappen). 1) in Gold ein wachsender rechtsgekehrter, goldgekrönter und blau gekleideter Mann mit goldenem Kragen, Aufschlägen und Leibbinde, in der Rechten ein goldbegrifftes blankes Schwert schwingend, die Linke in die Seite stützend; 2) in Blau rechtshin schreitend ein gekrönter goldener Löwe; 3) in Blau eine goldene Lilie; 4) in Gold ein rotes Patriarchenkreuz. Drei Helme mit blau-goldenen Decken, auf dem rechten eine goldene Salzkufe zwischen zwei von Blau und Gold übereck-geteilten Büffelhörnern (Freiherren von Dürniz), auf dem mittleren ein natürlicher Pfauenwedel, beseitet von je drei schwarzen Hahnenfedern (Helm des Stammwappens), sowie auf dem linken ein golden gekrönter und golden bewehrter schwingender Adler (Freiherren von Dürniz).

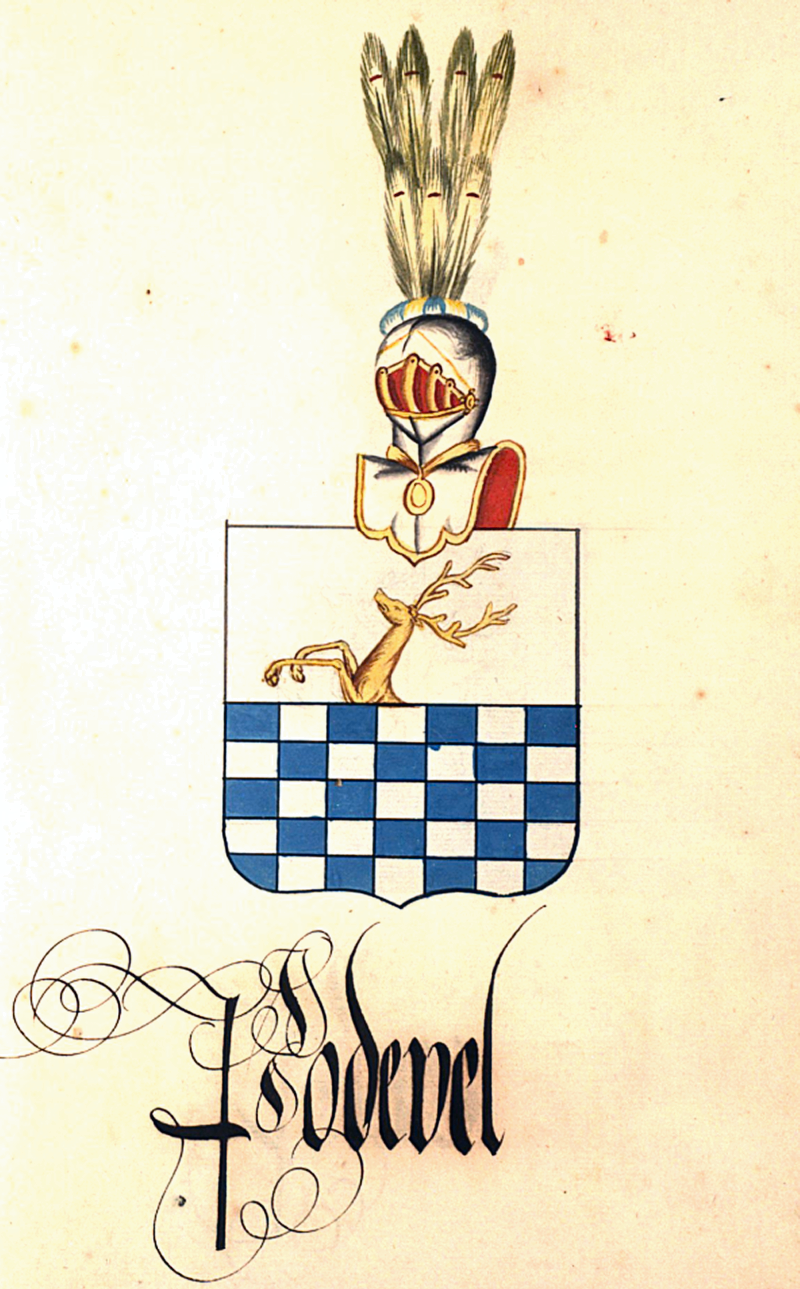
„Wappen Schleswig-Holsteinischer, Dänischer und anderer adeliger Familien“
Wappen aus dem Pommerschen Wappenbuch (1843)
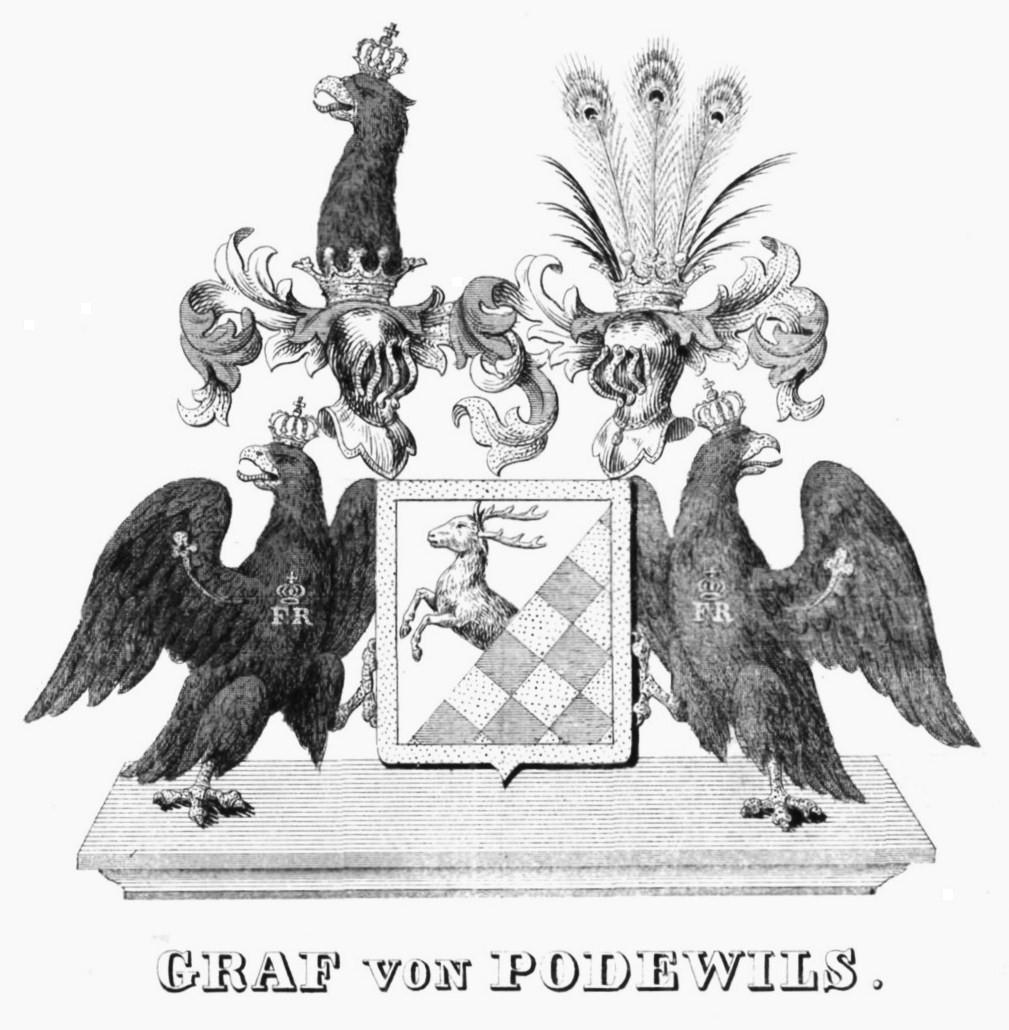
Preußisch-gräfliches Wappen im Pommerschen Wappenbuch

## Namensträger

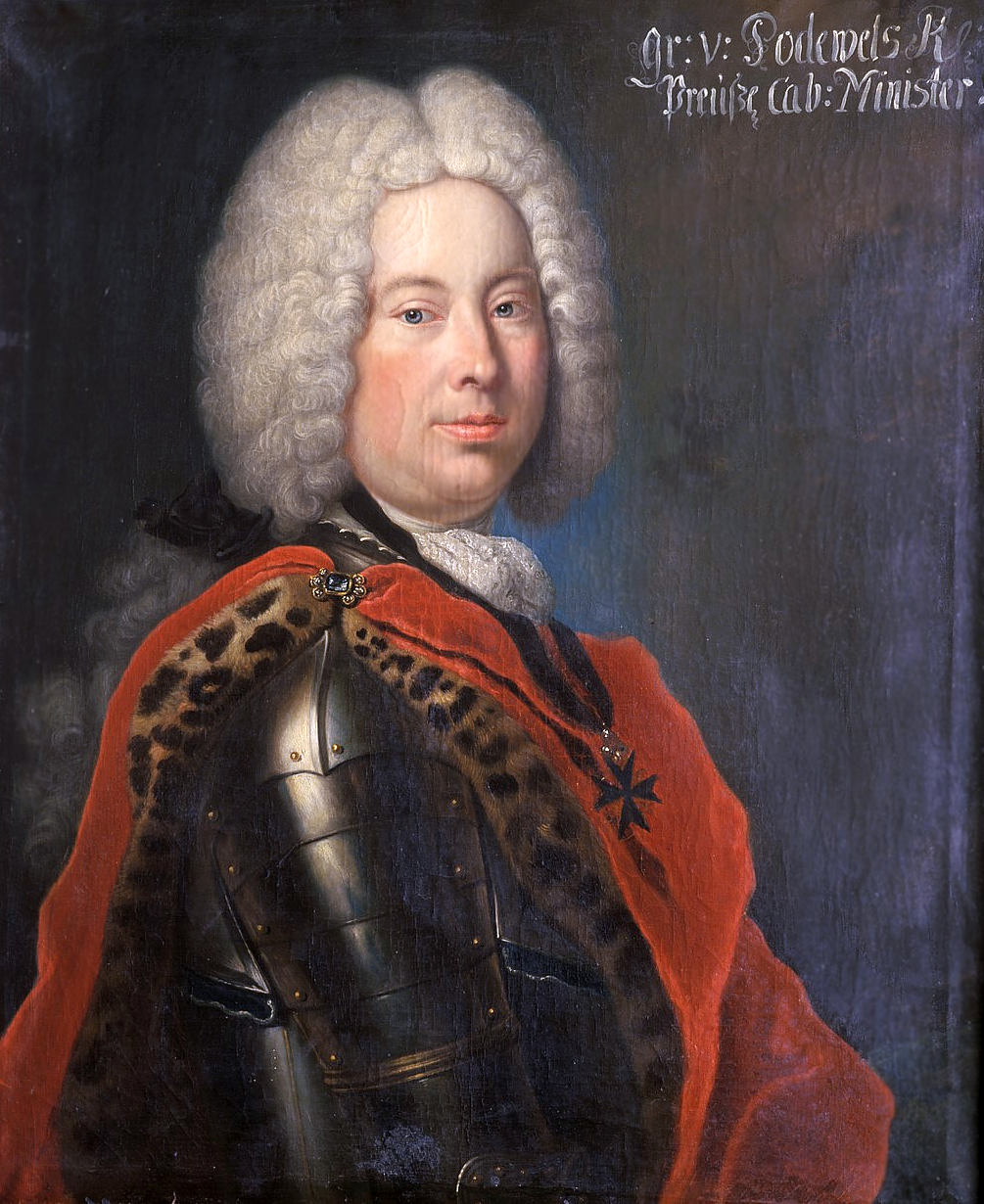
Heinrich Graf von Podewils (1696–1760), preußischer Außen- und Kabinettsminister Friedrichs des Großen

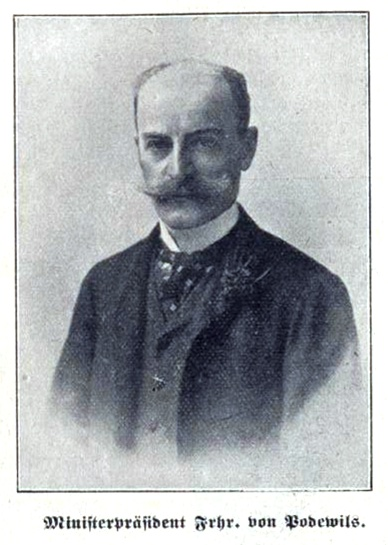
Graf Clemens von Podewils-Dürniz (1850–1922), bayerischer Ministerpräsident (1903–1912)

- Adam von Podewils († 1503), herzoglich pommerscher Rat und Amtshauptmann von Zanow.
  - Peter von Podewils († vor 1522), herzoglich pommerscher Rat, Vogt und Amtshauptmann von Loitz
- Dionysius von Podewils († 1647), herzoglich gottorpscher, später königlich dänischer Rat und Gesandter sowie Hofmarschall von Christian IV.
- Otto Wilhelm von Podewils (1595–1657), Gouverneur von Pillau und Chef des Regiments Rhedern zu Fuß
  - Georg Wilhelm von Podewils (1639–1679), Kammerjunker, Appellationsgerichtsrat, Amtshauptmann von Rastenburg
    - Ernst Boguslaw von Podewils
      - Constantin Guido von Podewils (1703–1762), preußischer Generalmajor

    - Johann Wilhelm von Podewils
      - Johann Wilhelm von Podewils
        - Gottlob Wilhelm von Podewils
          - Johann Wilhelm Ludwig von Podewils (1762–1825), preußischer Landrat im Kreis Brandenburg
          - Christian Ferdinand von Podewils (1768–1831), preußischer Generalmajor
            - Ferdinand Friedrich Wilhelm Werner von Podewils (1801–1881), preußischer Generalmajor
- Joachim von Podewils (1577–1616), verheiratet mit Margaretha von Ramel a.d.H. Wusterwitz
  - Felix von Podewils (1611–1686), schwedischer Oberst und Landrat
  - Heinrich von Podewils (1615–1696), braunschweigisch-lüneburgischer Generalfeldzeugmeister, französischer Feldmarschall
  - Gerd von Podewils (1616–1676), kurfürstlich brandenburgischer Landrat und Erbherr auf Krangen, Zirchow und Kummerow
  - Adam von Podewils (1617–1697), pommerscher Regierungsrat und Kammerpräsident, Schlosshauptmann von Hinterpommern
- Peter Ernst von Podewils (1690–1755), preußischer Oberst, Kommandant der Zitadelle Friedrichsburg, verheiratet mit Margarete Marie von Manteuffel
  - Friedrich Wilhelm von Podewils (1723–1784), preußischer Generalmajor, zuletzt Chef des Kürassierregiments „von Bredow“ (Nr. 9)
- Georg Joachim von Podewils (1643–1719), deutscher Militär, holländischer und englischer Major, Herr auf Podewils, Rützenhagen, verheiratet mit Anna Maria von Wedel (1643–1713).
  - Georg Friedrich von Podewils (um 1695–vor 1747), Landesdirektor und Landrat im Kreis Schivelbein
  - Franz Wilhelm von Podewils (1705–1768), pommerscher Regierungsrat
- Ernst Bogislaw von Podewils (1651–1718), kurbrandenburgischer Obrist
  - Heinrich Graf von Podewils (1696–1760), preußischer Außen- und Kabinettsminister Friedrichs des Großen
  - Adam Joachim von Podewils (1697–1764), preußischer Generalmajor
- Ewald von Podwils († vor 1758), preußischer Hauptmann
  - Ernst Friedrich von Podewils (1718–1782), Landrat des Kreises Belgard-Polzin
  - Christian Ludwig von Podewils (1723–1783), preußischer Staatssekretär und Geheimer Legations- und Hofrat
- Otto Christoph von Podewils (1719–1781), preußischer Diplomat
  - Friedrich Heinrich von Podewils (1746–1804), Landrat des Kreises Lebus
- Ernst Peter von Podewils (1737–1791), preußischer Kapitän, Landrat des Kreises Demmin
  - Peter Heinrich von Podewils (1780–1838), preußischer Generalmajor und Verwaltungsbeamter
- Heinrich Peter von Podewils (1749–1809), preußischer Landrat und Landesdirektor
- Franz Friedrich Jakob von Podewils (1779–1842), bayerischer Regimentskommandeur und Kommandeur der Festung Germersheim
  - Friedrich von Podewils (1804–1863), bayerischer Staatsbeamter, 1858/63 Regierungspräsident von Oberfranken
  - Philipp von Podewils (1809–1885), Direktor der Königlich Bayerischen Gewehrfabrik in Amberg, Erfinder des Podewils-Gewehrs
- Otto von Podewils (1839–1913), vortragender Rat an der preußischen Oberrechnungskammer und konservatives Mitglied des Abgeordnetenhauses
- Maximilian von Podewils-Dürniz (1919–1982), deutscher Diplomat
- Konstantin von Podewils (1820–1887), verheiratet mit Philippine von Juncker und Bigatto (1822–1900) verwitwete Freiin von Frank
  - Clemens von Podewils-Dürniz (1850–1922), bayerischer Politiker, bayerischer Ministerpräsident 1903–1912
    -       - Clemens Graf von Podewils (1905–1978), deutscher Journalist und Schriftsteller verheiratet mit Sophie Dorothee von Podewils, geb. Freiin v. Hirschberg (1909–1979), deutsche Erzählerin und Lyrikerin
        - Barbara Gräfin von Podewils-Juncker-Bigatto, verehl. v. Wulffen (1936–2021), deutsche Autorin

## Literatur

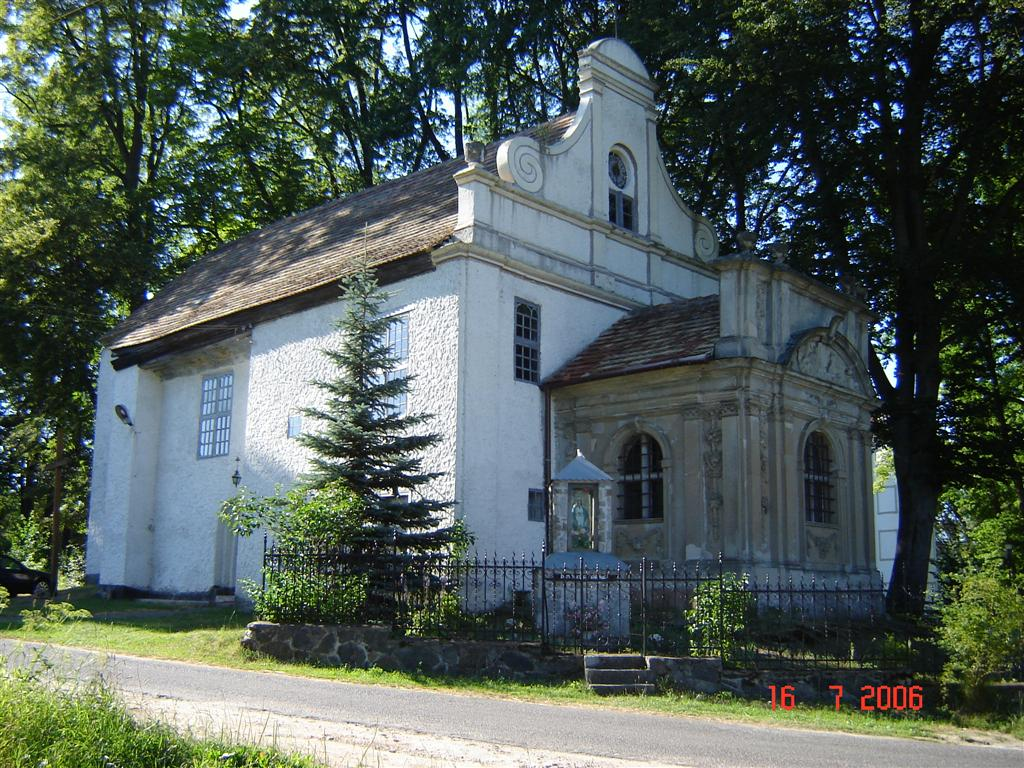
Grabkapelle der Podewils in Krangen

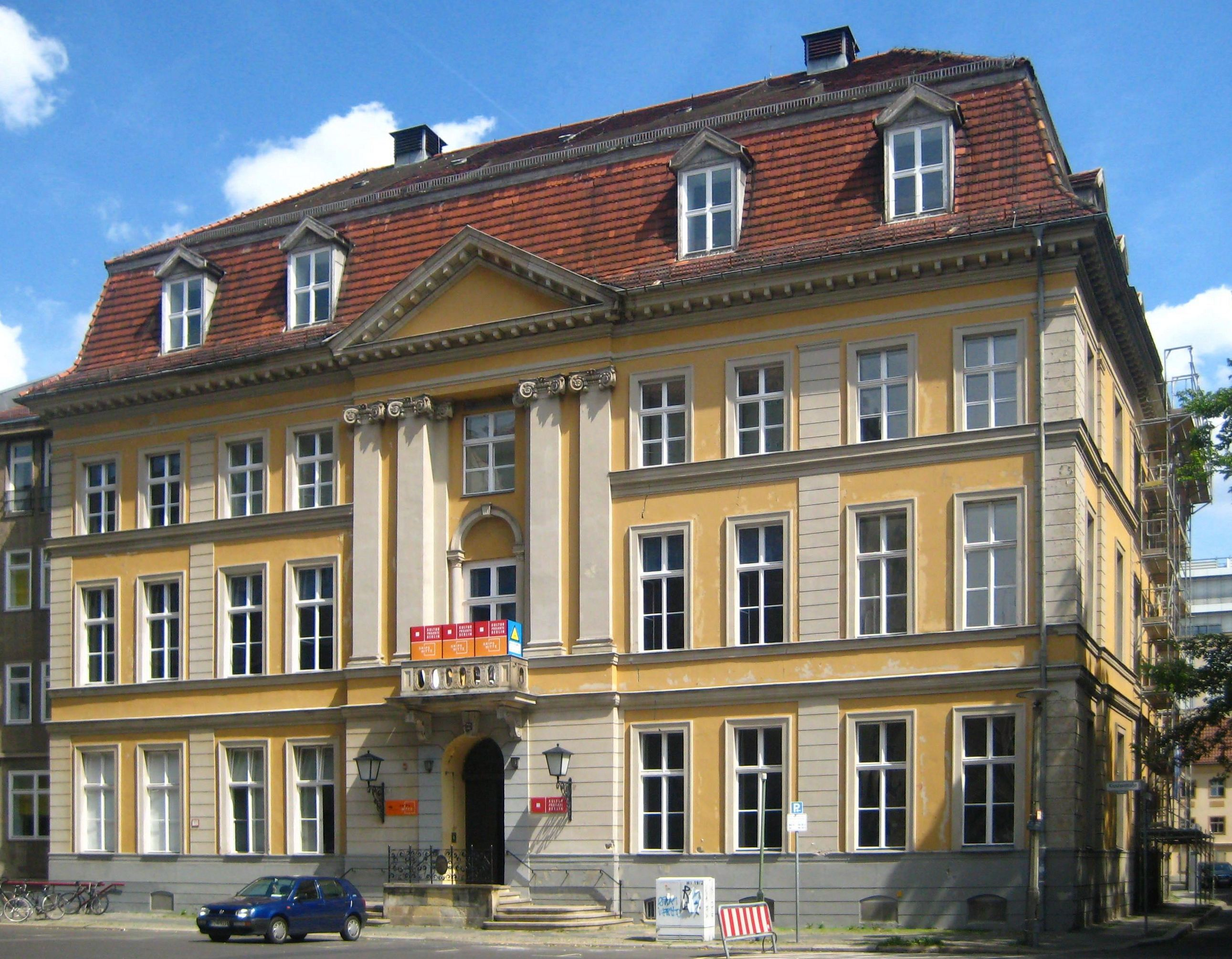
Palais Podewils in Berlin